# Dioscore d'Aphrodité
 (mars 2025).
Flavius Dioscurus (en grec : Φλαύϊος Διόσκορος), souvent appelé Dioscore d'Aphrodité est un intellectuel byzantin du VIe siècle, originaire de la localité d'Aphrodité en Egypte. S'il est d'origine égyptienne, il écrit bien en grec, qui est alors la lingua franca de l'Orient méditerranéen. Les manuscrits qui lui sont attribués ont été découverts en 1905 et sont conservés dans divers musées et bibliothèques de par le monde. Dioscore est connu à la fois pour ses poèmes et son oeuvre juridique. Administrateur du village d'Aphrodité, il a écrit plusieurs pétitions en faveur de ses habitants. Il s'agit de rares témoignages de documents de ce genre, notables également pour leur qualité poétique. Plus largement, ses écrits constituent un matériau remarquable pour la connaissance de cette époque de l'histoire égyptienne et pour la papyrologie en général. 

## Biographie

### Jeunes années
Les premières années de Dioscore sont entourées de mystère. Son père est un certain Apollos, petit fonctionnaire et marchand local. Dioscore est vraisemblablement né vers 520. Il a pu fréquenter les milieux scolaires d'Alexandrie, en particulier Jean Philopon. Si Alexandrie est concurrencée par l'école de droit de Beyrouth en matière juridique, elle reste un haut lieu de la vie intellectuelle d'alors. 
Revenu à Aphrodité, Dioscore se marie et a plusieurs enfants. Il poursuit les activités de son père, gère plusieurs propriétés et participe à l'administration de son village. Sa première apparition dans un papyrus date de 543. Il est alors l'assistant du defensor civitatis d'Antaeopolis et examine les dommages occasionnés par le troupeau d'un berger à un champ de blé, détenu par un monastère mais géré par Dioscore.
De manière générale, Dioscore semble un juriste reconnu. En 546-547, après la mort de son père, il écrit une pétition à l'empereur Justinien et à l'impératrice Théodora à propos de contentieux fiscaux qui frappent Aphrodité. En effet, le village est placé sous le patronage de l'impératrice et a le statut de autopragia. Cela signifie qu'il peut collecter ses propres taxes et les rétrocéder directement au trésor impérial, sans être soumis à l'autorité du pagarque d'Antaeopolis, lequel gère la fiscalité du reste du nome (province). En l'occurrence, Dioscore défend le statut d'Aphrodité et déplore les empiètements du pagarque, rendu coupable de voler les recettes fiscales du village. 
Cette action ne paraît pas avoir été très efficace. En 551, après la mort de Théodora, Dioscore se rend en personne à Constantinople avec des habitants pour plaider la cause d'Aphrodité, devant l'empereur. Il aurait passé trois ans dans la ville. Il obtient notamment la production d'un rescrit impérial en faveur d'Aphrodité. L'empereur y ordonne la tenue d'une enquête par le duc de Thébaïde et de mettre un terme aux agissements du pagarque s'ils sont confirmés. 
En 565-566, Dioscore se rend à Antinoupolis, capitale de la Thébaïde. Il y reste sept ans, sans que les raisons en soient connues. Il pourrait avoir espéré qu'un tel séjour favorise l'avancement de sa carrière juridique. Peut-être espère-t-il également être protégé des agissements du pagarque. Les écrits conservés de cette période confirment que Dioscore poursuit une intense activité juridique. Il continue de rédiger des pétitions à l'encontre du pagarque. Celui-ci est soupçonné d'avoir fait prisonnier des habitants se rendant à un marché annuel de vente de bétail et d'avoir été torturés et volés. Le pagarque en question, Ménas, aurait même attaqué avec ses hommes le village d'Aphrodité dont il aurait endommagé le système d'irrigation, brûlé des habitations voire violé des religieuses. Ménas aurait été motivé là encore pour des raisons fiscales. Il aurait plus particulièrement visé la famille et les propriétés détenues par Dioscore, transférées à certains de ses séides. Il aurait notamment pillé la maison du beau-frère de Dioscore avant de s'emparer de ses terres puis aurait arrêté le propre fils de Dioscore.
Avant mai 573, Dioscore rentre chez lui, sans que les raisons de ce retour soient connues.

### Poésie
Si Dioscore est l'auteur de plusieurs poèmes, le degré de diffusion écrite de ces derniers reste tout à fait incertain. C'est Jean Maspero qui est le premier à publier un recueil écrit de ces oeuvres en 1911, avec treize poèmes. Tous sont issus des collections du musée égyptien du Caire. En 1962, Ernst Heitsch publie 29 poèmes, dont certains proviennent d'autres musées ou bibliothèques. L'édition la plus récente et la plus complète est celle de Jean-Luc Fournet, publié en 1999 et qui comprend 51 poèmes et fragments, dont deux sont d'authenticité incertaine. Enfin, en 1988, Leslie MacCoull a écrit une étude complète de la poésie de Dioscore mais également de sa biographie, imitée en cela par Clement Kuehn en 1995.

## Sources
- Jean-Luc Fournet, Hellénisme dans l’Égypte du VIe siècle. La bibliothèque et l’œuvre de Dioscore d’Aphrodité, Institut français d'archéologie orientale - 115, 1999 (lire en ligne)
- (en) Clement Kuehn, Channels of Imperishable Fire: The Beginnings of Christian Mystical Poetry and Dioscorus of Aphrodito, New York, 1995 (ISSN 0891-4087)
- (en) Leslie MacCoull, « The Coptic Archive of Dioscorus of Aphrodito », Chronique d’Égypte, vol. 56,‎ 1981, p. 185-193
- (en) Leslie MacCoull, Dioscorus of Aphrodito: His Work and His World, ACLS Humanities, 1988 (ISBN 9781597409780)
- Jean Maspero, « Études sur les papyrus d’Aphrodité I », Bulletin de l’Institut français d’Archéologie Orientale, vol. 6,‎ 1908, p. 75-120
- Jean Maspero, « Études sur les papyrus d’Aphrodité II », Bulletin de l’Institut français d’Archéologie Orientale, vol. 7,‎ 1910, p. 90-119